# Vârsta ingrată
Vârsta ingrată (grafiat la acea vreme Vîrsta ingrată titlul original: în franceză L'Âge ingrat) este un film de comedie-dramă francez, realizat în 1964 de regizorul Gilles Grangier, protagoniști fiind actorii Jean Gabin, Fernandel, Marie Dubois și Franck Fernandel. 

## Conținut
Marie și Antoine, studenți în Paris, decid să se căsătorească dar înainte vor ca părinții lor să se cunoască și ei. Marie fiind pariziană, îl prezintă imediat familiei sale pe Antoine. Tatăl lui Antoine, invită familia tinerei fete să-și petreacă vacanța pe proprietatea lor, la Mediterană. Întâlnirea la dans, a unui fost flirt al lui Marie, provoacă o dispută între cuplul de logodnici. Lartigue și Malhouin, fiecare susținând cauza copilului său, ajung la discuții ce se termină cu o ceartă între ei. Marie și Antoine fug de acasă, aceasta provocând îngrijorarea părinților...

## Distribuție
- Jean Gabin – Émile Malhouin
- Fernandel – Adolphe Lartigue
- Marie Dubois – Marie Malhouin
- Franck Fernandel – Antoine Lartigue
- Paulette Dubost – Françoise Malhouin, mama Mariei
- Christine Simon – Florence Malhouin, sora mică a Mariei
- Nicole Valgran – Sophie Malhouin
- Madeleine Silvain – Eliane Lartigue, mama lui Antoine
- Franck David – Henri Lartigue, fratele cel mic al lui Antoine
- Joël Monteilhet – Jules Lartigue, fratele lui Antoine
- Georges Rostan – Max Lartigue, fratele lui Antoine
- Yvonne Gamy – Félicie, bona
- Claude Mann – Charles-Edouard
- Henri Rellys – domnul Corbidas
- Riri Beuf – doamna Corbidas (nemenționat)
- Jean-Pierre Sardot – Julien Corbidas, fiul lor (nemenționat)
- Jean Daniel –
- Noël Roquevert – turistul cu hidrobicicleta care s-a scufundat
- Andrée Brabant – soția sa
- Max Amyl – recepționerul la hotel (nemenționat)
- Jacques Rispal – brutarul (nemenționat)
- Pierre Decazes – ciclistul (nemenționat)
- Jean Lescot – Guillaume, un prieten al lui Antoine (nemenționat)
- Claudine Berg – Suzanne, soția brutarului (nemenționat)
- Andrex – camionagiul (nemenționat)

## Trivia
- Gafer[1] este numele unei companii de producție create în comun de actorii Jean Gabin și Fernandel, în 1963. Numele companiei este format din primele silabe ale numelor  Gabin  și  Fernandel.